# Marie-Paule Fellay
Marie-Paule Fellay (1945) è un'ex sciatrice alpina svizzera.

## Biografia
Sciatrice polivalente originaria di Verbier, in campo internazionale Marie-Paule Fellay debuttò in occasione del Critérium de la première neige 1963 (Val-d'Isère, 11-14 dicembre), dove si classificò 29ª nello slalom gigante e non completò lo slalom speciale, conquistò il miglior risultato al Grand Prix du Savoie 1964 (Méribel 20-22 marzo), piazzandosi 7ª in slalom gigante, e disputò le sue ultima gare al trophée Trois Vallées 1966 (Méribel/Courchevel, 2-6 marzo). Non prese parte a rassegne olimpiche o iridate.

## Palmarès

### Campionati svizzeri
- 1 medaglia (dati parziali):
  - 1 bronzo (discesa libera nel 1966[5])